# Біркіркара
Біркіркара (мальт. Birkirkara; прийнято також скорочений напис B'Kara) — місто на Мальті. Населення становить близько 22 000 осіб.

## Релігія та культура
В місті є 4 автономних парохії: Святої Олени, Святого Йосифа, Богородиці Кармельської і Святої Марії. Тут же знаходиться один з найкращих коледжів Мальти, коледж Святого Алоізія.
Девіз на гербі міста — In hoc signo vinces, а на гербі міста зображений червоний хрест, над яким здіймається корона.

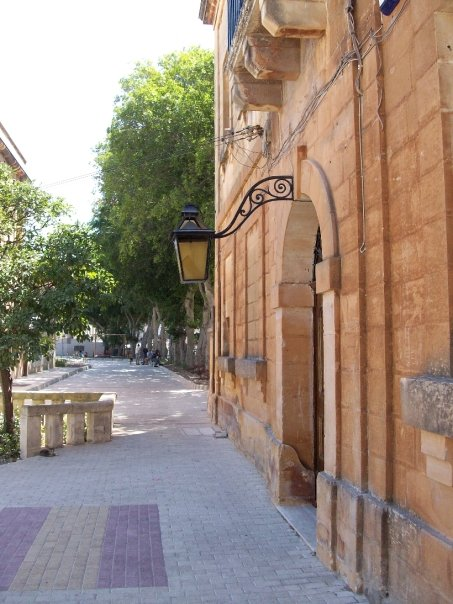
Старий вокзал в Біркіркарі

Серед пам'яток Біркіркари треба відмітити Старий вокзал (залізниця була прокладена в 1931 році), який в наш час[коли?] перетворений в громадський парк. Не дивлячись на те, що Біркіркара перетворилася в комерційний центр Мальти, вона зачаровує архітектурою і побутом житлового сектора.

## Спорт
В місті також є власний футбольний клуб Біркіркара, заснований в 1950 році.

## Відомі особистості
В поселенні народились:
- перший президент Мальти Ентоні Мамо.
- колишній президент Едвард Фенек Адамі;
- лідер опозиції Альфред Сант;
- Бланш Губер (1901—1940) — перша жінка-лікарка в історії Мальти.
- Джин Залескі - мальтійська художниця
- Енріко Міцці - державний діяч